# Jaime Escalante
Jaime Alfonso Escalante Gutiérrez (La Paz, Bolívia, 13 de dezembro de 1930 – Roseville, Califórnia, 30 de março de 2010) foi um educador boliviano-estadunidense, conhecido por lecionar cálculo de 1974 a 1991 na Garfield High School em East Los Angeles, Califórnia. Sua ação como educador foi o assunto do filme de 1988 Stand and Deliver, em que foi interpretado por Edward James Olmos.
Em 1993 o asteroide 5095 Escalante foi denominado em sua memória.

## Início de carreira
Escalante lecionou matemática e física durante 12 anos na Bolívia antes de imigrar para os Estados Unidos. Teve diversos empregos enquanto aprendia inglês por conta própria e obteve outra formação escolar antes de retornar para as salas de aula como educador.
Em 1974 começou a lecionar na Garfield High School. Escalante acabou mudando de ideia sobre abandonar a Garfield High School e voltar ao trabalho quando encontrou 12 alunos dispostos a assistirem uma aula de álgebra.
Logo após Escalante chegar à Garfield High School, seu credenciamento ficou ameaçado. Em vez de dar aulas para alunos com baixo desempenho, Escalante ofereceu o AP Calculus. Ele já havia recebido as críticas de um administrador, que desaprovou o fato de exigir que os alunos respondessem a uma pergunta da lição de casa antes de serem admitidos na sala de aula. "Ele me disse para levá-los para dentro", relatou Escalante, "mas eu disse que não há ensino, não há aprendizado".
Determinado a mudar o status quo, Escalante convenceu alguns estudantes de que eles poderiam controlar seu futuro com a educação certa. Prometeu a eles que poderiam conseguir empregos em engenharia, eletrônica e computadores se aprendessem matemática: "Vou ensinar matemática e esse é o seu idioma. Com isso, você conseguirá. Você vai para a faculdade e sente-se na primeira fila, não lá atrás, porque então você saberá mais do que ninguém."
A administração da escola se opôs a Escalante com frequência durante seus primeiros anos. Ele foi ameaçado de demissão por um assistente de direção porque estava chegando muito cedo, saindo muito tarde e não conseguindo permissão administrativa para arrecadar fundos para pagar pelos Advanced Placement tests de seus alunos. A oposição mudou com a chegada de um novo diretor, Henry Gradillas. Além de permitir que Escalante ficasse, Gradillas revisou o currículo acadêmico de Garfield, reduzindo o número de aulas básicas de matemática e exigindo que os alunos de matemática básica fizessem álgebra também. Ele negou atividades extracurriculares a estudantes que não conseguiram manter uma média C e a novos alunos que falharam nos testes de habilidades básicas. Um dos alunos de Escalante comentou: "Se ele quer nos ensinar tanto assim, podemos aprender".
Escalante continuou a ensinar em Garfield. Escalante recrutou o professor colega Ben Jiménez e ensinou cálculo a cinco alunos, dois dos quais passaram no teste de cálculo AP. No ano seguinte o tamanho da turma aumentou para nove alunos, sete dos quais passaram no teste de cálculo AP. Em 1981 a turma havia aumentado para 15 alunos, dos quais 14 passaram. Escalante colocou uma alta prioridade em pressionar seus alunos a passar nas aulas de matemática, principalmente no cálculo. Ele rejeitou a prática comum de classificar os alunos do começo ao fim, mas frequentemente dizia aos alunos que se esforçassem o máximo possível em suas tarefas.

## Atenção nacional
Em 1982 Escalante atraiu a atenção da mídia pela primeira vez quando 18 de seus alunos foram aprovados no exame Advanced Placement Calculus. O Educational Testing Service considerou as pontuações suspeitas porque todos cometeram exatamente o mesmo erro de matemática no sexto problema, e também usaram os mesmos nomes incomuns de variáveis. Quatorze dos aprovados foram convidados a fazer o exame novamente. Doze deles concordaram em refazer o teste e todos se saíram bem o suficiente para restabelecer sua pontuação.

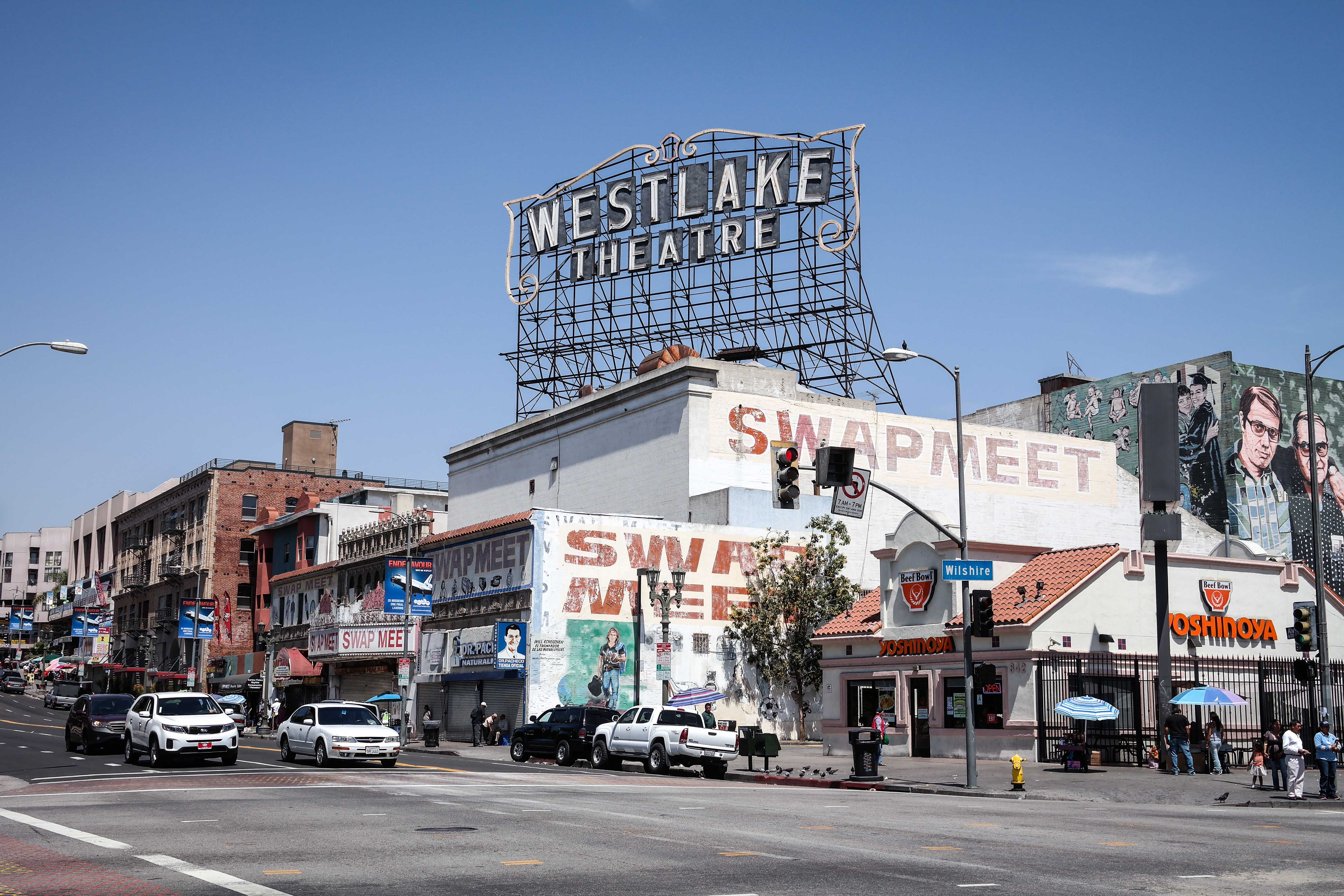
Edifício do Westlake Theatre, mural de Jaime Escalante e Edward James Olmos.

Em 1983 o número de estudantes matriculados e aprovados no teste de cálculo mais que dobrou. Nesse ano, 33 alunos fizeram o exame e 30 foram aprovados. Naquele ano ele também começou a ensinar cálculo no East Los Angeles College. Em 1987 73 estudantes passaram na versão AB do exame e outros 12 passaram na versão BC. Este foi o pico do programa de cálculo. No mesmo ano Gradillas fez um período sabático para concluir seu doutorado, na esperança de que ele pudesse ser reintegrado como diretor em Garfield ou em uma escola semelhante com um programa semelhante ao retornar.[carece de fontes?]
Em 1988 um livro, Escalante: The Best Teacher in America, de Jay Mathews, e um filme, Stand and Deliver, foram lançados nos eventos de 1982. Professores e outros observadores interessados pediram para assistir às aulas. Ele compartilhou com eles: "A chave do meu sucesso com os jovens é uma tradição muito simples e consagrada pelo tempo: trabalho duro para professores e alunos". Escalante recebeu visitas de líderes políticos e celebridades, incluindo o presidente Ronald Reagan e o ator Arnold Schwarzenegger. Em 1990 Escalante trabalhou com a Foundation for Advancements in Science and Education para produzir a série de vídeos Futures, que ganhou o Prêmio Peabody.

## Prêmios e honrarias
- 1988 Presidential Citizens Medal, pelo presidente Ronald Reagan[10]